# یواس‌اس اوانز (دی‌دی-۵۵۲)
یواس‌اس اوانز (دی‌دی-۵۵۲) (به انگلیسی: USS Evans (DD-552)) یک کشتی بود که طول آن approx. 376 ft 4 in (114.7 m) بود. این کشتی در سال ۱۹۴۲ ساخته شد.